# Наратлы (озеро)
Наратлы́ — озеро искусственного происхождения (копаное) на водоразделе рек Була (река) и Свияга, в 0,3 км к северо-востоку от деревни Кабаланы Буинского района. 

## География
Озеро расположено в северной части Черки-Кильдуразского сельского поселения, в 100 м западнее озера проходит автомобильное шоссе.

## Морфометрия
Площадь водоёма 0,48 га. Объём воды 39 тыс. м³. Длина 100 м, наибольшая ширина 80 м., средняя глубина 0,81 м, максимальная 1,1 м. Форма лопастная.

## Гидрология
Вода жёсткая (6,5 мг-экв/л), мутная, гидрокарбонатно-хлоридно-кальциевого типа. Общая минерализация 147,7 мг/л.